# کژموشتسه
کژموشتسه (به لهستانی:  Krzymoszyce) یک روستا در لهستان است که در گمینا مینزژتس پودلاسکی واقع شده‌است.